# Jaroslav Krejčí (młodszy)
Jaroslav Krejčí (ur. 13 lutego 1916 w Polešovicach, zm. 16 lutego 2014 w Lancaster) – czeski polityk, profesor, prawnik i były więzień polityczny reżimu komunistycznego.

## Życiorys
Był synem Jaroslava Krejčíego. Ukończył studia prawnicze na Uniwersytecie Karola. Podczas II wojny światowej pracował jako urzędnik, zaangażował się także w działalność czechosłowackiego ruchu oporu. Był członkiem Czechosłowackiej Partii Socjaldemokratycznej. 
W 1945 roku uzyskał stopień doktora praw. W latach 1945–1948 pracował jako szef departamentu i kierownik sekretariatu w centralnym urzędzie planowania gospodarczego. Od 1946 roku był wykładowcą w Vysoká škola politická a sociální v Praze, gdzie w 1947 roku uzyskał habilitację. W latach 1949–1952 wykładał na Politechnice Czeskiej.
W 1954 roku został oskarżony o zdradę i skazany na 10 lat więzienia. W 1960 roku wyszedł z więzienia na mocy amnestii. Pracował jako robotnik, a następnie jako magazynier w spółdzielni produkcyjnej.
Po interwencji Układu Warszawskiego w Czechosłowacji w 1968 roku wraz z żoną wyemigrował do Wielkiej Brytanii. Od początku 1969 roku pracował na Uniwersytecie w Lancaster, gdzie w 1976 roku uzyskał tytuł profesora, a w 1983 roku profesora emeritus. 
Po aksamitnej rewolucji został wykładowcą na Uniwersytecie Karola, Uniwersytecie Palackiego i Akademii Dyplomatycznej. Od 1994 roku był dyrektorem Centrum Badań Pluralizmu Społeczno-Kulturowego w Instytucie Filozofii Akademii Nauk Republiki Czeskiej, którego potem został dyrektorem honorowym.
W 1998 roku został odznaczony Medalem Za Zasługi I stopnia.